# غونزالو هيريديا
غونزالو هيريديا (بالإسبانية: Gonzalo Heredia)‏ هو ممثل أرجنتيني، ولد في 12 مارس 1982 في بوينس آيرس في الأرجنتين.

## وصلات خارجية
- غونزالو هيريديا على موقع IMDb (الإنجليزية)
- غونزالو هيريديا على موقع قاعدة بيانات الفيلم (الإنجليزية)